# Ramón Mayeregger
Ramón Mayeregger Galarza (nacido el 5 de marzo de 1936) más conocido como Ramón Maggeregger es un exfutbolista paraguayo que jugó como portero.

## Trayectoria
Comenzó su carrera en el Deportivo Recoleta en Paraguay y luego se unió a Nacional de Asunción.
En 1963, firmó con Emelec de Ecuador, convirtiéndose así en el primer jugador mundialista en jugar para dicho club, pues había participado en la Copa del Mundo de 1958 con Paraguay. Durante su tiempo en Emelec, ganó el Campeonato de Guayaquil en dos ocasiones (1964 y 1966) y también se coronó campeón del Campeonato Ecuatoriano de Fútbol en 1965.

## Selección nacional
Formó parte de la selección de Paraguay que participó en la Copa del Mundo de 1958, y jugó un partido en la primera fase contra Francia, el cual fue una derrota de 7-2.

## Clubes
| Club     | País     | Año       |
| -------- | -------- | --------- |
| Nacional | Paraguay | 1957      |
| Emelec   | Ecuador  | 1963-1966 |

## Palmarés

### Campeonatos provinciales
| Título                  | Club   | País    | Año  |
| ----------------------- | ------ | ------- | ---- |
| Campeonato de Guayaquil | Emelec | Ecuador | 1964 |
| Campeonato de Guayaquil | Emelec | Ecuador | 1966 |

### Campeonatos nacionales
| Título                 | Club   | País    | Año  |
| ---------------------- | ------ | ------- | ---- |
| Campeonato Ecuatoriano | Emelec | Ecuador | 1965 |

### Distinciones individuales
| Distinción                                                      | Año  |
| --------------------------------------------------------------- | ---- |
| Mejor futbolista del año por la Asociación de Fútbol del Guayas | 1963 |